# Anton Lehner
Anton Lehner (1889 – 1945) byl německý policista a velitel venkovské plzeňské a později jičínské úřadovny Gestapa za druhé světové války.
V roce 1914 se oženil s Češkou, avšak manželství zůstalo bezdětné.
Od roku 1940 byl v hodnosti SS-Hauptsturmführera velitelem úřadovny Gestapa Plzeň-venkov. V roce 1942 se zabýval neznámým udavačem, který zahlcoval plzeňské Gestapo nepravdivými udáními na blovické občany – tedy ve městě, kde měl příbuzné a známé. Udavačem byl římskokatolický duchovní Karel Slabeňák, který byl v roce 1943 poslán do koncentračního tábora.
Byl účastníkem pohřbu zastupujícího říšského protektora Reinharda Heydricha s pozvánkou číslo 328.
V červnu 1943 byl jmenován vedoucím úřadovny Gestapa v Jičíně, kterým byl až do konce války (30. ledna 1945 byl povýšen na SS-Sturmbannführera). Bydlel v bytě v ulici Na Tobolce, který byl předtím zkonfiskován Václavu Hofmanovi, který byl poslán za odbojovou činnost do koncentračního tábora. V neděli 6. května 1945 byla zorganizována ruskými partyzány akce, která měla za cíl zajmout Lehnera; akce byla úspěšná a Lehner byl převezen do Rovenska. To vyvolalo akci zbývajících německých jednotek v oblasti, kteří se snažili Lehnera najít a osvobodit. Další jeho konkrétní osudy jsou nejisté; neznámo kdy a kde byl však partyzány zastřelen; SNB Rovensko zmiňuje zastřelení 6. května 1945, plukovník Čurda až 10. května 1945. Pohřben byl pravděpodobně v lese Trouba.